# Liste der Kulturdenkmäler in Frankfurt-Kalbach-Riedberg
In der Liste der Kulturdenkmäler in Frankfurt-Kalbach-Riedberg sind alle Kulturdenkmäler im Sinne des Hessischen Denkmalschutzgesetzes in Frankfurt-Kalbach-Riedberg, einem Stadtteil von Frankfurt am Main aufgelistet.
Grundlage ist die Denkmaltopographie aus dem Jahre 1994, die zuletzt 2000 durch einen Nachtragsband ergänzt wurde.

## Kulturdenkmäler in Frankfurt-Kalbach-Riedberg
| Bild                                 | Bezeichnung                      | Lage                                                | Beschreibung | Bauzeit         | Daten |
| ------------------------------------ | -------------------------------- | --------------------------------------------------- | --- | --------------- | ----- |
| Steinkruzifix, Am Weißkirchener Weg  | Wegkreuz                         | Am Weißkirchener Weg LageFlur: 3, Flurstück: 4622/4 | Nachbarockes Steinkruzifix. Die Sockelinschrift lautet: In diesem Zeichen sollst Du siegen! | 1875            |       |
| weitere Bilder                       | Katholische St. Laurentiuskirche | Kalbacher Hauptstraße Lage                          | Saalkirche nach Entwürfen von C. und J. Fritz im Stil des Bauernbarock mit turmähnlichen Dachreiter. Auf dem Kirchhof befindet sich ein barockes Steinkruzifix und zwei Steingrabplatten des 17. Jahrhunderts. Im Inneren befindet sich eine barocke Ausstattung des 17. und 18. Jahrhunderts aus dem Hochaltar um 1700 mit Ergänzungen gegen 1770, zwei Seitenaltäre von ca. 1608, eine Kanzel aus der ersten Hälfte des 18. Jahrhunderts sowie einigen Figuren des 18. Jahrhunderts. | 1733–1765       |       |
| weitere Bilder                       | Zehnthof                         | Kalbacher Hauptstraße 6 Lage                        | Älteste erhaltene Hofreite Kalbachs aus Herrenhaus und Zehntscheune. Entstand 1302 aus der Teilung eines Dinghofes, ab 1446 Mainzer Domherrengut, dann domkapitularischer Präsenzhof. Pumpenbrunnen im Hof | ca. 1663        |       |
| weitere Bilder                       | Ehemaliges Pfarrhaus             | Kalbacher Hauptstraße 15 Lage                       | Repräsentatives barockes Fachwerkwohnhaus. An der Außenwand befinden sich Erker mit figürlicher Darstellung des heiligen Christopherus und von Jesus. Das Haus wurde 1867 bis 1962 als Pfarrhaus genutzt. |                 |       |
| weitere Bilder                       | Rathaus                          | Kalbacher Hauptstraße 36 Lage                       | Spätklassizistisches Gebäude in Fachwerkkonstruktion mit handgeschnitzter Eichentür von 1754 (1979 eingebaut). War nach der Errichtung des neuen Schulgebäudes 1915 Rathaus. | 1828            |       |
| Steinkruzifix, Kalbacher Hauptstraße | Wegkreuz                         | Kalbacher Hauptstraße vor 45 Lage                   | Barockes Steinkruzifix | 18. Jahrhundert |       |
| Talstraße 4a                         | Fachwerkhaus Talstraße 4a        | Talstraße 4a Lage                                   | Barockes Fachwerkhaus mit Zierfachwerk | 17. Jahrhundert |       |